# Mouvement du peuple pour le progrès social
Pour Parti burkinabè, voir Mouvement du peuple pour le progrès.
 (décembre 2019).
Le Mouvement du Peuple pour le Progrès Social (MPPS) est un parti politique de la République démocratique du Congo. Fondé en juin 2017 par Freddy Kita et situé au centre-gauche. Il est agréé par le Ministère de l'Intérieur le 22 janvier 2018.